# Alpha 21364
Az Alpha 21364, avagy a „Marvel” kódnéven ill. az EV7 jelölés alatt is ismert csip, egy a Digital Equipment Corporation (DEC), majd később a Compaq Computer Corporation által fejlesztett, az Alpha utasításkészlet-architektúrát (ISA) implementáló, elődjéhez hasonlóan 64 bites RISC típusú mikroprocesszor.

## Történet
Az Alpha 21364-et 1998 októberében mutatta be a Compaq a 11. Éves Mikroprocesszor Fórumon, ahol úgy írták le azt, mint egy csipre integrált 1,5 MiB méretű 6 utas csoport-asszociatív másodlagos gyorsítótárral, egy integrált Direct Rambus DRAM memóriavezérlővel és egy, a processzorok egymáshoz kapcsolását szolgáló integrált hálózati vezérlővel kiegészített Alpha 21264-es mikroprocesszort.
A victim buffer (VB) egy kicsi, általában 4 bejegyzéses, ezáltal nagyon gyors, teljesen asszociatív gyorsítótár, az elsődleges (L1) utasítás/adat-gyorsítótár mellett. Az U/A-gyorsítótárból kilökött bejegyzések kerülnek ide, azaz a legutoljára kilakoltatott adatok. Gyorsítótár-tévesztés (cache miss) esetén az adatot először a VB-ben keresi a logika, és ha megtalálja, akkor visszateszi az U/A-gyorsítótárba, vagy megcseréli az U/A-gyorsítótárban lévő adatot a VB adatával.
Az Alpha 21264 magjában több változtatást eszközöltek, pl. nagyobb victim buffer került a magba: ennek méretét megnégyszerezték, így az összesen 32 bejegyzésű tár 16 bejegyzése szolgál a Dcache (adat-gyorsítótár) és 16 bejegyzés az Scache (másodlagos gyorsítótár) gyorsítására. A Microprocessor Report jelentése szerint a Compaq kisebb változtatásokat tervezett az elágazásjósló logikában a jóslás pontosságának növelése céljából és a tévesztőpuffer méretét 16 bejegyzésre növelte a korábbi, az Alpha 21264 magban kialakított 8 bejegyzés helyébe.
A gyártás indítását (a tape-out fázist) 1999 végére, az első minták elkészítését a 2000-es év elejére, a nagy mennyiségű szállítást 2000 végére tervezték. Ezt a menetrendet azonban nem tudták tartani, így a tervek gyártásba kerülése (a tape-out) csak több hónapos késéssel, 2001 áprilisában történt meg. Az elkészült Alpha 21364 processzort 2002. január 20-án mutatták be, a processzort felhasználó rendszerek bemutatkozásával egyidőben. A bemutatott modell 1,25 GHz-es órajelen működött, de a termelésbe került, AlphaServer ES47, ES80 és GS1280 modellekbe épített egységek 1,0 GHz-en vagy 1,15 GHz-en működtek. Az előző Alpha mikroprocesszoroktól eltérően az Alpha 21364-es nem került kereskedelmi forgalomba.
Az eredeti elképzelés szerint az Alpha 21364 processzort később az EV8 kódnevű Alpha 21464 processzor váltotta volna fel, amely az Alpha ISA egy újabb verzióját alkalmazza, négyutas szimultán többszálas végrehajtással (simultaneous multithreading, SMT). Ezt először 1999 októberében, a 12. Éves Mikroprocesszor Fórumon mutatták be, de fejlesztését 2001. június 25-én leállították, a fejlesztés egy igen előrehaladott fázisában.

### Fejlesztés
Az Alpha 21364 fejlesztésénél a legnagyobb hangsúlyt a memória teljesítményét növelő jellemzők kifejlesztése kapta és a skálázhatóság növelése a multiprocesszoros rendszerekben. A memória teljesítményére való fókuszálás egy a Microprocessor Report-ban publikált „It's the Memory, Stupid!” című cikk eredménye volt, Richard L. Sites, az Alpha Architektúra vezető tervezőjének tollából. A cikkben azt írta, hogy a következő évtizedben a memória-alrendszer tervezése lesz a mikroprocesszortervezés egyetlen fontos területe („Over the coming decade, memory subsystem design will be the only important design issue for mikroprocesszor.”).

## Leírás
Az Alpha 21364 egy továbbfejlesztett Alpha 21264, 1,75 MiB-os csipre integrált másodlagos gyorsítótárral, két integrált memóriavezérlővel és egy integrált hálózati vezérlővel.

### A mag
Az Alpha 21364 magja az EV68CB-n, egy Alpha 21264 változaton alapul. Ebben az egyetlen változtatás egy nagyobb victim buffer kialakítása volt, amelyben megnégyszerezték a kapacitást és összesen 32 bejegyzést tartalmaz. A victim buffer 32 bejegyzése két 16 bejegyzésből álló részre van bontva, amelyek rendre a Dcache (adat) és az Scache (másodlagos) gyorsítótárakhoz vannak rendelve. Bár az Alpha 21364 az Alpha architektúra negyedik generációjának megvalósítása, a fenti változtatástól eltekintve a mag teljesen megegyezik az Alpha 21264 EV68CB jelű származékával.

### AzScache
Az másodlagos gyorsítótár elnevezése ennél a processzornál Scache, ami az angol secondary cache kifejezésből származik. Ez egy egyesített gyorsítótár, kapacitása 1,75 MiB. Hétutas csoport-asszociatív, sormérete 64 bájt, és van neki visszaírási politikája. A gyorsítótárat egybites hibajavító és kétbites hibafelismerő (SECDED) ECC (error-correcting code, hibajavító kód) védi. A gyorsítótár-vezérlőhöz egy 128 bites adatúttal csatlakozik. A gyorsítótárhoz való hozzáférés teljesen futószalagos, amely egy folyamatosan fenntartható 16 GiB/s sávszélességet eredményez 1,0 GHz-en.
Az adat lekérdezése a gyorsítótárból és annak felhasználása közötti idő 12 ciklus. A 12 ciklusos latencia a külső megfigyelők, mint pl. a Microprocessor Report, szerint jelentős (elég nagy). Az Scache latenciáját nem csökkentették tovább, mert úgy ítélték meg, hogy az nem javítaná a teljesítményt. Az Alpha 21264 mag, amelyen az Alpha 21364 alapult, úgy volt tervezve, hogy egy külső, kereskedelemben kapható SRAM-ból felépülő gyorsítótárat használjon, amelynek jelentősen nagyobb a latenciája, mint az Alpha 21364 lapkára integrált Scache egységének. Ezáltal az adatfogadási üteme korlátozott. Mivel a latencia csökkentése nem járt további előnyökkel, a tervezők inkább a Scache fogyasztásának csökkentésére fókuszáltak. A Compaq sem akarta javítani ezt a tökéletlenséget, mivel ehhez jelentősen módosítani kellett volna az Alpha 21264 magját. Az Scache magas latenciája lehetővé teszi, hogy a logika először keressen a címkék között, tehát hogy meghatározza, az Scache tartalmazza-e az adatot, és ha igen, akkor az éppen melyik bankban helyezkedik el, mielőtt bekapcsolná az Scache bankját és elővenné az adatot. Ezzel elkerüli a fölösleges improduktív hozzáféréseket, ami a fogyasztást csökkenti.
A címketár 5,75 millió tranzisztorból, az adattár 108 millió tranzisztorból áll.

### A memóriavezérlő
Az Alpha 21364 két integrált, Rambus DRAM-ot (RDRAM) támogató memóriavezérlővel rendelkezik, ezek a mikroprocesszor órajelfrekvenciájának kétharmadával működnek, ami pl. 800 MHz 1,2 GHz-en. A Compaq egyedi memóriavezérlőket tervezett az Alpha 21364 számára, és ezeket olyan képességekkel látta el, amelyek nem találhatók meg a közönséges RDRAM vezérlőkben: ilyenek pl. mind a 128 lap nyitva tartása egyszerre, ami csökkenti a latenciát ezeknek a lapoknak az elérésénél, valamint a saját hibatűrő technikák.
Mindegyik memóriavezérlő öt, PC800 Rambus inline memóriamodult (RIMM) támogató RDRAM csatornát biztosít. Ezek közül négy csatorna a memóriát szolgáltatja, az ötödik a RAID-hez hasonló redundanciát biztosítja. Minden csatorna 16 bites széles, 400 MHz-en működik, és az órajel felfutó és lefutó élét használva továbbítja az adatokat, ezáltal kétszeres átviteli sebességet nyújt, így 800 MT/s adatátviteli sebességen 1,6 GB/s sávszélességet eredményez. A nyolc csatorna összes sávszélessége 12,8 GB/s.
A gyorsítótár-koherenciát a memóriavezérlők biztosítják. Mindegyik memóriavezérlő rendelkezik gyorsítótár-koherencia modullal. Az Alpha 21364 a címtár (directory) koherenciasémát alkalmazza, amelyben a memória egy része a MESI (Modified, Exclusive, Shared, Invalid) koherencia-adatok tárolására van fenntartva.

### Az R-box
Az R-box tartalmazza a hálózati routert. A hálózati router több mikroprocesszor összekapcsolására szolgál. Négy portja van, ezek a Észak, Dél, Kelet és Nyugat nevet kapták. Mindegyik port két 39 bites, 800 MHz-en működő egyirányú csatornából áll. 32 bit szolgál az adatok, 7 bit pedig az ECC számára. A hálózati routernek van egy ötödik portja is, amely a be-/kimenet céljaira szolgál. Ez a port egy IO7 alkalmazásspecifikus integrált áramkörhöz (ASIC) csatlakozik, amely egy hidat alkot egy AGP 4x csatorna és két PCI-X sín felé. A be-/kimeneti port két egyirányú 32 bites csatornából áll, ezek 200 MHz-en működnek, az elérhető össz-sávszélesség 3,2 GB/s. A be-/kimeneti port az órajelfrekvencia egynegyedén működik, ezzel az I/O ASIC tervei egyszerűsödtek.
Az Alpha 21364 legfeljebb 127 másik processzorhoz csatlakozhat, két hálózati topológiával: keveréses (shuffle) vagy 2D tórusz topológiák használhatók. A keveréses topológia több közvetlen utat biztosít a processzorok között, csökkenti a latenciát és ezáltal növeli a teljesítményt, de lényegéből adódóan csak legfeljebb nyolc processzor kapcsolható össze vele. A 2D tórusz topológia lehetővé teszi legfeljebb 128 mikroprocesszor összekapcsolását.
A multiprocesszoros rendszerekben minden mikroprocesszor egy saját memóriával rendelkező csomópontot alkot. A többi csomópont memóriájának elérése is lehetséges, de csak késleltetéssel (latenciával). A latencia a távolság arányában növekszik, ezért az Alpha 21364 a non-uniform memory access (NUMA) felépítésű multiprocesszinget valósítja meg. A be-/kimenet hasonló módon elosztott. Egy többprocesszoros rendszerben a memóriáknak és a be-/kimeneti eszközöknek nem kell közvetlenül csatlakozni egy Alpha 21364 mikroprocesszorhoz, a processzor használhatja más processzorok memóriáját és be-/kimeneti portjait.

### Hibatűrő képesség
Az Alpha 21364 képes szorosan csatolt üzemmódban működni, ami hibatűrő rendszerek kialakítását teszi lehetővé. Ez a tulajdonság a Compaq azon döntéséből adódott, amely a Tandem Himalaya hibatűrő szerverek MIPS architektúráról Alpha architektúrára való migrálását tűzte ki. Az Alpha-alapú gépek azonban soha nem készültek el, mivel az Alpha processzorok fokozatos megszüntetése és az Itanium bevezetése megelőzte az Alpha 21364 processzorok rendelkezésre állását.

### Gyártás
Az Alpha 21364 152 millió tranzisztort tartalmaz. A lapka mérete 21,1 mm × 18,8 mm, felülete 397 mm². Az IBM gyártotta saját 0,18 µm-es, hét rétegű réz összekötő rétegű CMOS gyártási folyamatával. 1443 érintkezős flip-chip land grid array (LGA) tokozásba került. Tápfeszültsége 1,65 V és 1,5 V a külső interfészben, maximális disszipációja 155 W 1,25 GHz-en.

## Alpha 21364A
A Alpha 21364A, kódnevén EV79, ill. korábban EV78, az Alpha 21364 egy továbbfejlesztése. A tervek szerint ez lett volna az utolsó processzor az Alpha sorozatban. Bevezetését 2004-re tűzték ki, ám 2003. október 23-án leállították a fejlesztést, amit a HP teljesítmény- és ütemezésbeli hibákkal indokolt. Még ugyanezen a napon bejelentették az EV7z típust.
A mikroprocesszor prototípusát a Hewlett-Packard mutatta be az International Solid State Circuits Conference konferencián, 2003 februárjában. Ez 1,45 GHz-es órajelen működött, a lapka felülete 251 mm², tápfeszültsége 1,2 V volt, becsült disszipációja 100 W körül lehetett.
Az Alpha 21364A javításokat tartalmazott az Alpha 21364 terveihez képest, így magasabb órajelfrekvenciák használatának lehetőségét a közel 1,6-tól 1,7 GHz-ig terjedő tartományban és 1066 Mbit/s RDRAM memória támogatást. Az IBM 0,13 µm-es silicon on insulator (SOI) folyamatával gyártották volna. A fejlettebb folyamatnak köszönhetően csökkent a lapkaméret, a tápfeszültség mértéke (1,2 V az 1,65 V helyett), a fogyasztás és a disszipáció is.

## EV7z
Az EV7z az Alpha 21364 újabb továbbfejlesztése. Ez volt az utolsó kifejlesztett és elkészített Alpha mikroprocesszor. Az EV7z típust 2003. október 23-án jelentették be, a HP ugyanekkor közölte, hogy leállítja az Alpha 21364A modell fejlesztését és azt az EV7z fogja felváltani. Az EV7z típust 2004. augusztus 16-án mutatták be az AlphaServer GS1280 processzoraként, és azóta is ez volt az egyetlen olyan gép, amelybe EV7z processzort építettek. 2007. április 27-én a gép és a processzor gyártását is beszüntették. A processzor 1,3 GHz-es órajelen működött, támogatta a PC1066 RIMM-eket, és ugyanazzal a 0,18 µm-es gyártási folyamattal készült, mint az Alpha 21364.
Az EV7z 14–16 százalékkal gyorsabb volt mint az Alpha 21364, de még így is lassabb, mint az általa felváltott Alpha 21364A, amelynek várható teljesítménye 1,5 GHz-en kb. 25 százalékkal haladta meg az Alpha 21364-esét.

## Fordítás
Ez a szócikk részben vagy egészben  az   Alpha 21364 című angol Wikipédia-szócikk ezen változatának fordításán alapul.  Az eredeti cikk szerkesztőit annak laptörténete sorolja fel. Ez a jelzés csupán a megfogalmazás eredetét és a szerzői jogokat jelzi, nem szolgál a cikkben szereplő információk forrásmegjelöléseként.